# Bad Heilbrunn
Bad Heilbrunn ist eine Gemeinde im oberbayerischen Landkreis Bad Tölz-Wolfratshausen. Die Ortschaft ist seit 2005 ein heilklimatischer Kurort.

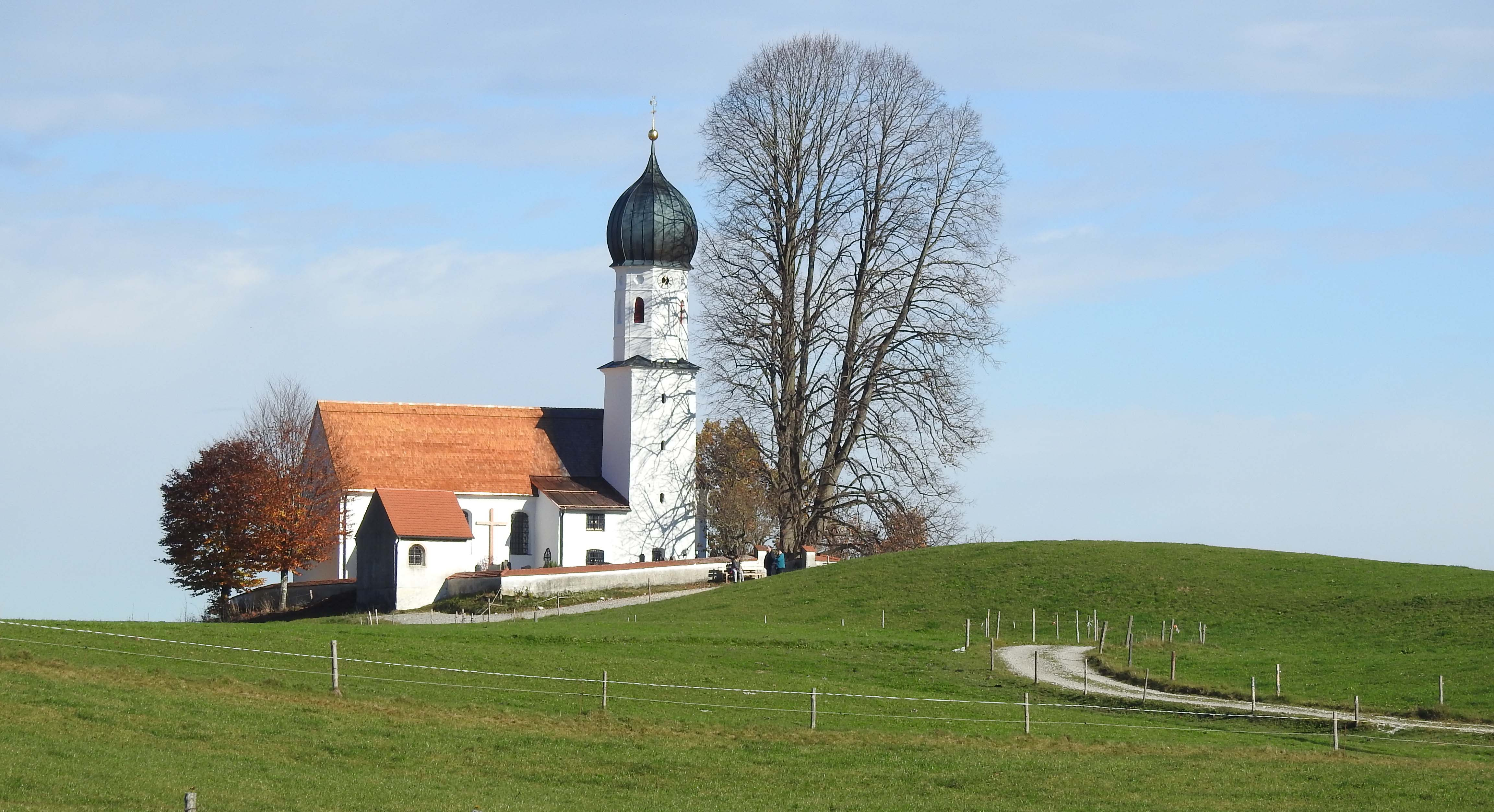
Kirche Mariä Heimsuchung bei Oberbuchen

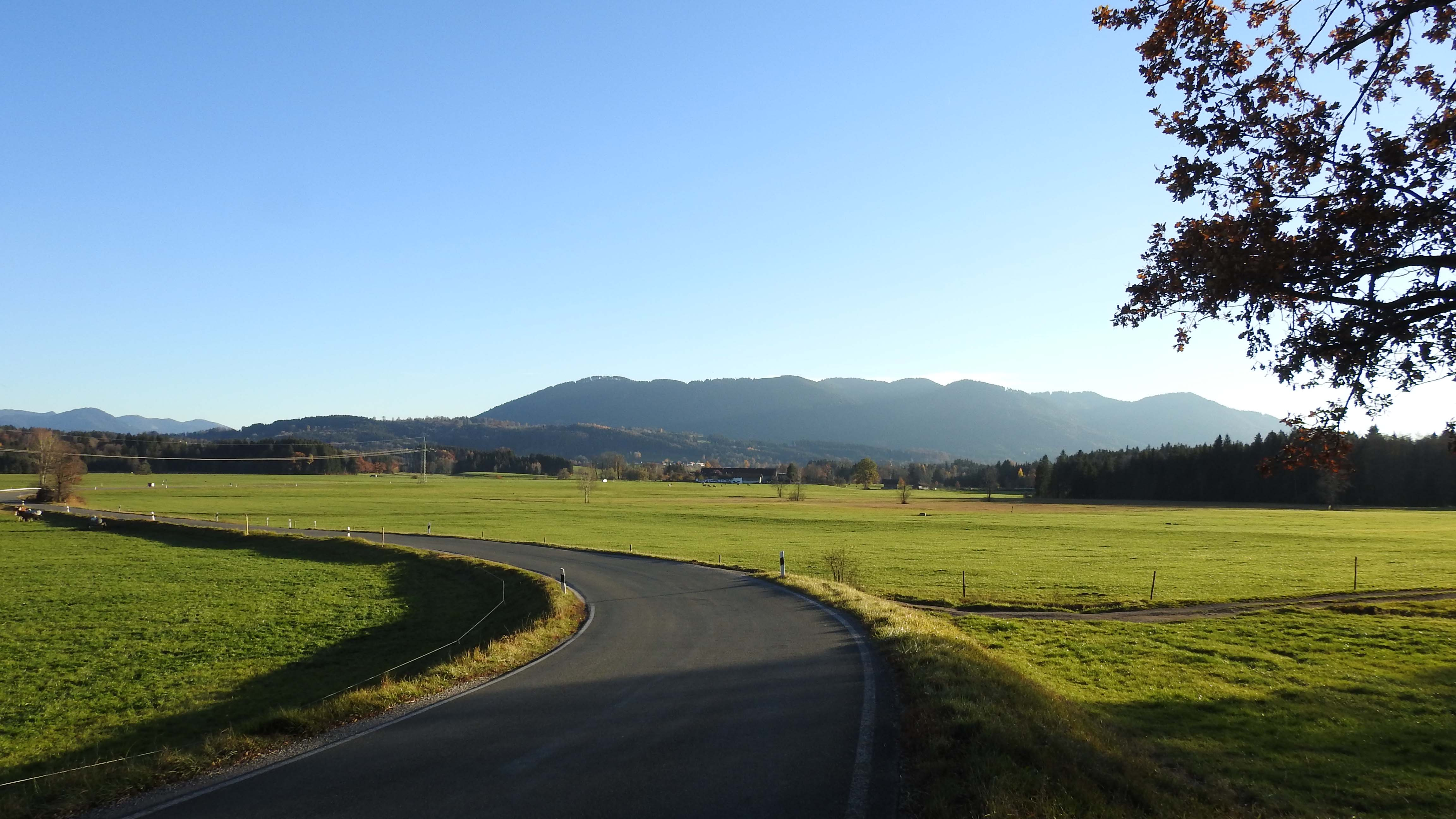
Die Kocheler Berge bei Bad Heilbrunn

## Geographie

### Lage
Bad Heilbrunn liegt an einer der nördlichsten Ausbuchtungen der Alpen im südlichen Bayern. Das Stallauer Eck (1213 m ü. NHN) gehört neben Zwiesel (1348 m) und Blomberg (1248 m) zu den nächstgelegenen Bergen. Der Ort ist eingebettet zwischen Isar und Loisach und zwischen den Städten Penzberg im Westen und Bad Tölz im Osten. Im Norden ist die nächste Stadt Geretsried, welche auch, nach Einwohnerzahl, die größte im Landkreis ist.

### Gemeindegliederung
Es gibt 34 Gemeindeteile:
- Achmühl
- Bad Heilbrunn
- Baumberg
- Bernwies
- Bocksberg
- Fletzen
- Graben
- Hinterstallau
- Hohenbirken
- Hub
- Karpfsee
- Kiensee
- Langau
- Letten
- Linden
- Mürnsee
- Nantesbuch
- Oberbuchen
- Oberenzenau
- Obermühl
- Obersteinbach
- Ostfeld
- Podling
- Ramsau
- Reindlschmiede
- Schönau
- Unterbuchen
- Unterenzenau
- Unterkarpfsee
- Untersteinbach
- Voglherd
- Weiherweber
- Wiesweber
- Wörnern

Es gibt die Gemarkungen Bad Heilbrunn, Mürnsee und Oberbuchen.

## Geschichte

### Bis zum 18. Jahrhundert
Keltische Zeugnisse lassen darauf schließen, dass die Gegend um Bad Heilbrunn schon in der Frühzeit wegen seiner Heilquellen (hoher Iod- und Salzgehalt) bekannt war. Anscheinend wurde Salz aus der Quelle gewonnen. Später wurde die Quelle von den Hunnen zugeschüttet.
Im 8. Jahrhundert wurde die Benediktinerabtei in Benediktbeuern gegründet. Zu ihr gehörte auch lange Zeit nach der Wiederentdeckung die Jodquelle. Im Jahre 1159 fand die Heilquelle und damit der Weiler erstmals urkundliche Erwähnung. Dies gilt als das Gründungsjahr von Bad Heilbrunn. In der Folgezeit ist das Heilwasser überregional bekannt geworden, so dass 1253 eine Kirche neben der Quelle erbaut wurde. Vom zugehörigen Friedhof lässt sich weit ins Loisachtal blicken.
Als erster Adliger besuchte 1537 Wilhelm IV., Herzog von Bayern, zunächst allein, Heilbrunn. Im Jahre 1544 kam Wilhelm IV. dann zusammen mit seiner Frau zur Kur nach Heilbrunn. Die Kurfürstin Henriette Adelheid von Savoyen, die Frau des Kurfürsten Ferdinand Maria von Bayern, geht in Heilbrunn 1659 samt großem Gefolge zur Kur. Begründet wurde der Aufenthalt in der Nähe der Quelle mit der Kinderlosigkeit, die das Fürstenehepaar sieben Jahre lang plagte. Wenig später gebar sie den ersehnten Thronfolger Max Emanuel, später bekannt als Türkenbezwinger und „Blauer König“ (türk. Mavi Kral) – wie er von den Türken wegen seiner blauen Uniform genannt wurde.
Im  Jahre 1660 musste Melchior Wörner, Wirt zu Hailprun wegen hoher Schulden das Wildpadt Hailbrunn, darzuegehöriges Gehilz und Reindlbach in einem Vergleich an das Kloster Benediktbeuern abtreten. Mit dem Heilerfolg, den man der Jod-Quelle zusprach, wurde Heilbrunn Kurfürstliches Hofbad, welches sechs Generationen lang von den Münchner Fürsten besucht wurde.
Das große Badehaus, auf dessen Überresten das heutige Pfarrhaus steht, wurde 1730 gebaut.

### 19. bis 21. Jahrhundert
Bei der Gemeindebildung zu Beginn des 19. Jahrhunderts wurden die Steuerdistrikte Steinbach, Oberbuchenau, Schönrain und Heilbrunn zur Gemeinde Steinbach zusammengelegt. Am 5. Januar 1828 wurde sie aufgeteilt in die Gemeinden Steinbach, Oberbuchen und Schönrain. Am 15. Februar 1934 erfolgte die Umbenennung der Gemeinde von Steinbach in Bad Heilbrunn. König Ludwig I. ließ die Quelle 1832 nach der Kurfürstin Adelheid in Adelheidquelle umbenennen. Die spätere Jodquellen AG kaufte 1920 die Bad Heilbrunner Jodquelle. Am 15. Februar 1934 erhielt der Ort das Prädikat Heilbad. Der Park bei der Parkvilla wurde 1995, mit Genehmigung des Hauses Wittelsbach, zum Adelheid-Park. An Bad Heilbrunn wurde 2005 das Prädikat Heilklimatischer Kurort vergeben. Die Gemeinde feierte im Jahr 2009 ihr 850-jähriges Bestehen.

### Eingemeindungen
Am 1. Januar 1969 wurde das namensgleiche, unbewohnte gemeindefreie Gebiet Bad Heilbrunn mit einer Fläche von 6,57 km² (656,9863 ha) aufgelöst und in die Gemeinde Bad Heilbrunn eingegliedert.
Am 1. April 1971 wurde die Gemeinde Oberbuchen mit den Orten Bernwies, Graben, Hub, Linden, Oberbuchen, Ramsau, Unterbuchen, Weiherweber, Wieshäusl und Wörnern nach Bad Heilbrunn eingegliedert.
Am 1. Mai 1978 kamen die Orte Bocksberg, Fletzen, Hohenbirken, Karpfsee, Letten, Mürnsee, Nantesbuch, Podling, Reindlschmiede und Unterkarpfsee der aufgelösten Gemeinde Schönrain hinzu.

### Einwohnerentwicklung
Zwischen 1988 und 2018 wuchs die Gemeinde von 2857 auf 3986 um 1129 Einwohner bzw. um 39,5 %.

## Politik

### Gemeinderat
Das Ergebnis der Wahlen zum Gemeinderat am 16. März 2020 ist in den Diagrammen dargestellt. Seit dem 1. Mai 2020 setzt sich der Gemeinderat wie folgt zusammen:
| Sitzverteilung im Gemeinderat Bad Heilbrunn 2020Insgesamt 16 Sitze - Grüne: 4 - FW: 5 - CSU: 7 |

Jahrelang war die CSU stärkste Partei bei regionalen Wahlen. Seit der Kommunalwahl 2008 hat sie ihre absolute Mehrheit verloren. In der Amtszeit 2014–2020 stellte sie im 16-köpfigen Gemeinderat ebenso wie die Freien Wähler 7 Gemeinderäte. Außerdem waren die Grünen mit 2 Sitzen vertreten.

### Weitere Wahlen
In der folgenden Tabelle sind die Ergebnisse von Bundes-, Landtags- und Europawahlen in Bad Heilbrunn dargestellt.
| Jahr | Wahl           | Wbt. | CSU  | AfD  | Grüne | SPD | FW   | FDP | Linke | BSW | Sonst. |
| ---- | -------------- | ---- | ---- | ---- | ----- | --- | ---- | --- | ----- | --- | ------ |
| 2025 | Bundestagswahl | 86,6 | 40,4 | 19,2 | 12,1  | 8,8 | 6,4  | 4,1 | 3,5   | 3,1 | 2,4    |
| 2024 | Europawahl     | 66,8 | 39,2 | 12,1 | 10,6  | 6,7 | 12,6 | 4,0 | 0,6   | 3,5 | 10,7   |
| 2023 | Landtagswahl   | 77,0 | 36,2 | 14,7 | 13,3  | 5,6 | 21,8 | 2,6 | 0,9   | —   | 4,9    |

### Bürgermeister
Erster Bürgermeister ist seit 1. Mai 2008 Thomas Gründl (CSU); dieser wurde am 15. März 2020 mit 63,45 % der gültigen Stimmen für weitere sechs Jahre gewählt.

### Wappen und Banner
| | Blasonierung: „Über einem Schildfuß in Silber (Weiß) und Blau schräg gerautet (bayerische Rauten) in Rot eine aus silbernem (weißen) Becken aufsteigende silberne (weiße) Fontäne.“ |
| Wappenbegründung: Das Wappen wurde am 13. April 1958 vom bayerischen Staatsminister des Innern genehmigt. Die über dem Becken aufsteigende Fontäne ist ein heraldisches Symbol für ein Heilbad. Sie ergibt ein für den Gemeindenamen redendes Bild und verweist auf die wirtschaftliche Bedeutung des Kurbadbetriebs. Die Farben Silber und Rot sind aus dem Stiftswappen (zwei gekreuzte silberne Abtstäbe in Rot) übernommen und unterstreichen die wichtige Rolle Benediktbeuerns als Grundherrschaft im Gemeindegebiet bis zur Säkularisation 1803. Das Heilbad erfuhr in den Jahren 1530 bis 1545 eine bedeutende Ausweitung. Die Rauten im Schildfuß erinnern an die besondere Förderung des Bades durch das wittelsbachische Herzogs- und Kurfürstenhaus im 16. und 17. Jahrhundert. Kurfürstin Henriette Adelheid schrieb die ersehnte Geburt des Thronfolgers Max Emanuel 1662 der Heilwirkung der Quelle zu; nach ihr benannte König Ludwig I. die Quelle Adelheidquelle. | |

Banner

Banner: „Das Banner ist weiß-rot gespalten mit dem Wappen oberhalb der Mitte.“

### Gemeindepartnerschaften
- Lesneven in der Bretagne, Frankreich, seit 2013

## Wirtschaft und Infrastruktur

### Verkehr
Die Deutsche Alpenstraße und der Bodensee-Königssee-Radweg führen durch den Hauptort. Bis 1959 hatte Bad Heilbrunn einen Bahnhof der Isartalbahn, etwa zwei Kilometer von der Ortsmitte entfernt. Die nächstgelegenen Bahnstationen sind der Bahnhof Bichl (sechs Kilometer) an der Kochelseebahn Tutzing–Kochel sowie der Bahnhof Bad Tölz (zehn Kilometer) an der Bahnstrecke München–Lenggries. Busverbindungen der RVO gibt es nach Wolfratshausen, Kochel, Bad Tölz sowie nach Penzberg.

### Unternehmen
Überregional bekannt geworden ist Bad Heilbrunner Tee, unter anderem durch die Werbung beim Fußballverein TSV 1860 München. Der größte Arbeitgeber in Bad Heilbrunn ist die zur m&i-Klinikgruppe Enzensberg gehörende Fachklinik/Rehaklinik für physikalische Medizin und medizinische Rehabilitation, welche 1988 eröffnet wurde und inzwischen fester Bestandteil des ganzjährigen Kurangebots ist. Die Fachabteilungen Orthopädie, Neurologie/Neuropsychologie und Innere Medizin sowie Transplantationsmedizin bilden dabei die Schwerpunkte.
Insgesamt verzeichnet der Heilklimatische Kurort 900 Gästebetten mit jährlich knapp 190.000 Übernachtungen. Diese Anzahl ist aber in den letzten Jahren durch die Reformen und Sparvorhaben im Gesundheitssystem zurückgegangen.

## Kultur und Sehenswürdigkeiten

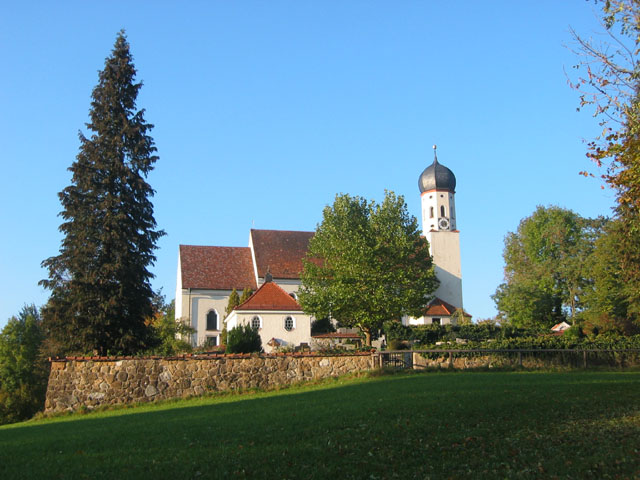
Katholische Kirche von Bad Heilbrunn

### Sehenswürdigkeiten
Sehenswert ist der spätbarocke Kirchenbau St. Kilian im Zentrum mit Fresken „rund um das (Heil-)Wasser“.
Erst vor wenigen Jahren wurde die Park-Villa, erbaut 1913/14 von Gabriel von Seidl, komplett saniert und in ein modernes Gesundheitszentrum und Tagungszentrum umgewandelt. In der Kurvilla existiert ein kleines Café mit Sonnenterrasse, von der aus man die Aussicht über das Loisachtal genießen kann.
Die in Privatbesitz befindliche Jod-Quelle wurden Anfang 2005 durch die Jod AG geschlossen. Aus diesem Grunde hat die Gemeinde das Prädikat Heilklimatischer Kurort erworben und hierzu die Bad Heilbrunner Klima-Terrainkur entwickelt. Im Jahre 2012 erwarb die Gemeinde alle Grundstücke der Jod AG (außer der Quelle) und begann sofort mit dem Abriss der Wandelhalle und des Kurhotels, um eine neue Ortsmitte zu schaffen.
Im Oktober 2009 wurde im Kurpark als Bestandteil der Kräuter-Erlebnisregion Tölzer Land der Kräuter-Erlebnispark mit mehr als 400 verschiedenen Wild- und Heilkräutern eröffnet. Kräuterpädagoginnen bieten Führungen an; in einem Kräuterladen können Kräuterprodukte erworben werden.

### Sport und Erholung
Die am häufigsten genutzte lokale Bademöglichkeit ist der Schönauer Weiher, ein natürlicher und kostenfrei zu benutzender Moorsee mit Duschen und Umkleidekabinen. In der Umgebung existieren weitere Moorseen. Das ehemalige Heilbrunner Freibad (nahe Gasthof Reindlschmiede) war ein mit Moorwasser gespeistes künstliches Bad. Ab Juli 2006 war dies Freibad wegen Auftretens von Blaualgen gesperrt. Eine Sanierung wurde vom Gemeinderat wegen zu hoher Kosten verworfen und das Bad im Herbst 2007 in einen Teich umgewandelt.
Des Weiteren existiert ein Klettergarten mit Schwierigkeitsstufen von 2 bis 7. Er befindet sich in Ortsnähe und kann ganzjährig benutzt werden.
Weiterhin beheimatet der Hauptort im Gewerbepark eines der größten Fitness-Center im bayerischen Oberland, das „Vitarea“ mit Saunalandschaft und Beachvolleyballplatz.
Für den Breitensport bietet Bad Heilbrunn die Sportarten Fußball für Senioren und Jugendmannschaften, Skisport für alle Altersklassen, Gymnastik, Tennis und Herzsportgruppe unter Federführung des SV Bad Heilbrunn – gegründet im Jahr 1959 – an. Eisstocksport mit 2017 modernisierten, gepflasterten Sommer-Stocksport-Bahnen bietet der EC Bad Heilbrunn.
Die erste Herren-Mannschaft des SV Bad Heilbrunn spielt seit der Saison 2019/20 in der Fußball-Landesliga Südwest Bayern nach dreimaligem Aufstieg hintereinander ohne Prämien-Auszahlung und hauptsächlich mit im Ort aufgewachsenen Fußballern. Auch eine oberbayrische Vize-Hallenmeisterschaft Anfang der 2000er Jahre steht auf der Erfolgsliste sowie Erfolge der Jugendmannschaften bis zum Bezirksfinale des Merkur-Cups.

### Regelmäßige Veranstaltungen
Im Zauberkabinett findet seit 1998 etwa 140-mal im Jahr das „Zauberfondue“ statt (Fleischfondue mit Brühe).
Im Frühjahr veranstalten Gemeinde und Gastwirte seit einigen Jahren die „Ramstage“, bei denen sich alles um den Bärlauch (altbairisch: Rams) dreht.
In der Kräuter-Erlebnisgemeinde Bad Heilbrunn werden regelmäßig Kurse zur Zertifizierung von Kräuterpädagogen durchgeführt. Im Kräuter-Erlebnis-Park finden ganzjährig Führungen und Workshops statt. Alle zwei Jahre findet der „Kräuterzauber“ sowie das jährliche Musikfestival statt.

## Persönlichkeiten

### Söhne und Töchter der Gemeinde
- Christl-Marie Schultes (1904–1976), ab 1907 in Oberenzenau bei Heilbrunn aufgewachsen, erste Fliegerin in Bayern
- Georg Beis (1923–2022), Domdekan
- Joseph Buhl (* 1948), Schriftsteller
- Henry von Prahl (1948–1989), Biologe
- Rita Kapfhammer (* 1964), Opern-, Operetten-, Konzert- und Liedsängerin
- Konrad Abeltshauser (* 1992), Eishockeyspieler aus dem Ortsteil Unterbuchen

### Mit der Gemeinde verbundene Persönlichkeiten
- Julius Klinkhardt (1810–1881), Buchhändler und Verleger
- Paula Schlier (1899–1977), Schriftstellerin, lebte und starb in Bad Heilbrunn
- Hermann Teuber (1894–1985), Maler und Graphiker